# Dixième circonscription de Paris de 1988 à 2012
Pour les articles homonymes, voir Dixième circonscription de Paris de 1958 à 1986 et Dixième circonscription de Paris depuis 2012.
La dixième circonscription de Paris est l'une des 21 circonscriptions électorales françaises que compte le département de Paris (75) situé en région Île-de-France. D'après les chiffres de l'Institut National de la Statistique et des Études Économiques (INSEE) de 1999, la population de cette circonscription est estimée à 107 721 habitants.

## Délimitation de la circonscription
Entre 1988, année des premières élections après le rétablissement du scrutin uninominal majoritaire par circonscription, et le redécoupage des circonscriptions réalisé en 2010, la circonscription recouvre deux quartiers du 13e arrondissement : Croulebarbe et Maison-Blanche (partie à l'ouest de l'axe des voies avenue d'Italie et avenue de la Porte-d'Italie) et deux quartiers du 14e arrondissement : Montparnasse et Parc-de-Montsouris. 
Cette délimitation s'applique donc aux IXe, Xe, XIe, XIIe et XIIIe législatures de la Cinquième République française.
Cette dixième circonscription de Paris correspond à l'adjonction d'une partie de la quatorzième circonscription et d'une partie de la quinzième circonscription de la période 1958-1986.
En 2012, cette circonscription a été scindée en trois parties qui ont été rattachées aux nouvelles neuvième, dixième et onzième circonscriptions.

## Liste des députés

### Élection du 16 mars 1986 au scrutin proportionnel
En 1985, le président de la République François Mitterrand changea le mode de scrutin des députés en rétablissant le scrutin proportionnel. Le nombre de députés du département de Paris fut ramené de 31 à 21.
| Législature | Début de mandat | Fin de mandat | Député élu     |  | Parti politique | Observations                                                       |
| ----------- | --------------- | ------------- | -------------- |  | --------------- | ------------------------------------------------------------------ |
| VIIIe       | 2 avril 1986    | 14 mai 1988   | Jacques Toubon |  | RPR             | mandat écourté à la suite d'une dissolution de François Mitterrand |

### Députés de 1988 à 2012
Après les élections du 16 mars 1986, le nouveau premier ministre Jacques Chirac rétablissait le scrutin majoritaire à deux tours. Le nombre de députés était maintenu à 21 et les circonscriptions électorales antérieures étaient donc ramenées de 31 à 21. Une partie des anciennes quatorzième et quinzième circonscriptions ont formé la nouvelle dixième circonscription.
| Législature | Début de mandat   | Fin de mandat   | Député élu      |  | Parti politique | Observations                                                                              |
| ----------- | ----------------- | --------------- | --------------- |  | --------------- | ----------------------------------------------------------------------------------------- |
| IXe         | 23 juin 1988      | 1er avril 1993  | Jacques Toubon  |  | RPR             |                                                                                           |
| Xe          | 2 avril 1993      | 1er mai 1993    | Jacques Toubon  |  | RPR             | nommé au gouvernement                                                                     |
| Xe          | 2 mai 1993        | 18 juin 1995    | Claude Goasguen |  | RPR             | suppléant de Jacques Toubon ; nommé au gouvernement                                       |
| Xe          | 17 septembre 1995 | 17 octobre 1995 | Jacques Toubon  |  | RPR             | élection partielle, nommé au gouvernement                                                 |
| Xe          | 18 octobre 1995   | 21 avril 1997   | Lionel Assouad  |  | RPR             | suppléant de Jacques Toubon Mandat écourté à la suite d'une dissolution de Jacques Chirac |
| XIe         | 12 juin 1997      | 18 juin 2002    | Serge Blisko    |  | PS              |                                                                                           |
| XIIe        | 19 juin 2002      | 25 juin 2007    | Serge Blisko    |  | PS              |                                                                                           |
| XIIIe       | 26 juin 2007      | 19 juin 2012    | Serge Blisko    |  | PS              |                                                                                           |

## Résultats électoraux

### Élections législatives de 1988
| Candidat       | Candidat                     | Parti                | Premier tour | Premier tour | Second tour | Second tour |  |
| Candidat       | Candidat                     | Parti                | Voix         | %            | Voix        | %           |  |
| -------------- | ---------------------------- | -------------------- | ------------ | ------------ | ----------- | ----------- |  |
|                | Jacques Toubon sortant réélu | RPR (URC)            | 17 832       | 44,65        | 21 640      | 50,76       |  |
|                | Gisèle Stievenard            | PS                   | 14 829       | 37,13        | 20 991      | 49,24       |  |
|                | Charles Bourgeois            | FN                   | 2 791        | 6,99         |             |             |  |
|                | Serge Boucheny               | PCF                  | 2 620        | 6,58         |             |             |  |
|                | Jean-Claude Delarue          | Divers écologiste    | 1 394        | 3,49         |             |             |  |
|                | Muriel Deslandes             | Divers               | 314          | 0,79         |             |             |  |
|                | Marguerite Dilger            | Extrême droite (POE) | 94           | 0,24         |             |             |  |
|                | François Tigani              | Divers               | 65           | 0,16         |             |             |  |
|                |                              |                      |              |              |             |             |  |
| Inscrits       | Inscrits                     | Inscrits             | 62 547       | 100,00       | 62 548      | 100,00      |  |
| Abstentions    | Abstentions                  | Abstentions          | 22 217       | 35,52        | 19 247      | 30,77       |  |
| Votants        | Votants                      | Votants              | 40 330       | 64,48        | 43 301      | 69,23       |  |
| Blancs et nuls | Blancs et nuls               | Blancs et nuls       | 391          | 0,97         | 670         | 1,55        |  |
| Exprimés       | Exprimés                     | Exprimés             | 39 939       | 99,03        | 42 631      | 98,45       |  |

Le suppléant de Jacques Toubon était Claude Goasguen, UDF, Inspecteur Général de l'Education Nationale, conseiller du 14ème arrondissement, conseiller régional.

### Élections législatives de 1993
| Candidat                         | Candidat                     | Parti                      | Premier tour | Premier tour | Second tour | Second tour |  |
| Candidat                         | Candidat                     | Parti                      | Voix         | %            | Voix        | %           |  |
| -------------------------------- | ---------------------------- | -------------------------- | ------------ | ------------ | ----------- | ----------- |  |
|                                  | Jacques Toubon sortant réélu | RPR (UPF)                  | 17 759       | 44,92        | 20 841      | 56,34       |  |
|                                  | Serge Blisko                 | PS (ADFP)                  | 8 182        | 20,69        | 16 149      | 43,65       |  |
|                                  | Pierre-Alain Brossault       | Les Verts (EÉ)             | 4 134        | 10,45        |             |             |  |
|                                  | Serge Martinez               | FN                         | 3 496        | 8,84         |             |             |  |
|                                  | Daniel Vaubaillon            | PCF                        | 2 436        | 6,16         |             |             |  |
|                                  | Jean-Claude Salomon          | Divers gauche (MDC)        | 900          | 2,27         |             |             |  |
|                                  | Monique Leborgne             | Extrême gauche (LO)        | 831          | 2,10         |             |             |  |
|                                  | Jacques Minaert              | Extrême gauche (SÉGA)      | 678          | 1,71         |             |             |  |
|                                  | Joël Yde                     | Divers écologiste (LT-LNÉ) | 572          | 1,44         |             |             |  |
|                                  | Bertrand Giraud              | Divers gauche (MDR)        | 237          | 0,60         |             |             |  |
|                                  | Jean-Luc Bianquis            | Divers droite (MDD)        | 182          | 0,46         |             |             |  |
|                                  | Martine Puynège-Buresi       | Divers (PLN)               | 127          | 0,32         |             |             |  |
|                                  |                              |                            |              |              |             |             |  |
| Inscrits                         | Inscrits                     | Inscrits                   | 59 156       | 100,00       | 59 156      | 100,00      |  |
| Abstentions                      | Abstentions                  | Abstentions                | 18 384       | 31,08        | 19 950      | 33,72       |  |
| Votants                          | Votants                      | Votants                    | 40 772       | 68,92        | 39 206      | 66,28       |  |
| Blancs et nuls                   | Blancs et nuls               | Blancs et nuls             | 1 238        | 3,04         | 2 216       | 5,65        |  |
| Exprimés                         | Exprimés                     | Exprimés                   | 39 534       | 96,96        | 36 990      | 94,35       |  |
| Source : Data.gouv.fr et CEVIPOF |                              |                            |              |              |             |             |  |

Le suppléant de Jacques Toubon était Lionel Assouad,  Conseiller de Paris, maire du 14ème arrondissement. Lionel Assouad remplaça Jacques Toubon, nommé membre du gouvernement, du 2 mai 1993 au 18 juin 1995.

### Élection partielle du 10 et 17 septembre 1995
(à la suite de la démission de Lionel Assouad).
| Candidat                 | Parti  | %     | Voix  |
| ------------------------ | ------ | ----- | ----- |
| Jacques Toubon           | RPR    | 42,07 | 7 397 |
| Serge Blisko             | PS     | 30,26 | 5 320 |
| Bertrand Robert          | FN     | 9,90  | 1 741 |
| Gisèle Moreau            | PCF    | 6,56  | 1 153 |
| Danièle Graignic         | ECO    | 4,98  | 876   |
| Jean-François Pellissier | ECO    | 2,89  | 509   |
| Chantal Cauquil          | LO     | 1,81  | 318   |
| Nicole Morichaud         | MDC    | 1,42  | 249   |
| Guy Dorchies             | Divers | 0,11  | 20    |
| Bernard Guégan           | Divers | 0     | 0     |

(abstentions : 70,91 %)
| Candidat       | Parti | %     | Voix   |
| -------------- | ----- | ----- | ------ |
| Jacques Toubon | RPR   | 52,44 | 10 314 |
| Serge Blisko   | PS    | 47,56 | 9 354  |

Abstentions : 66,79 %.
Le suppléant de Jacques Toubon était Lionel Assouad. Lionel Assouad remplaça Jacques Toubon, nommé membre du gouvernement, du 18 octobre 1995 au 21 avril 1997.

### Élections législatives de 1997
| Candidat                     | Candidat                   | Parti                   | Premier tour | Premier tour | Second tour | Second tour |  |
| Candidat                     | Candidat                   | Parti                   | Voix         | %            | Voix        | %           |  |
| ---------------------------- | -------------------------- | ----------------------- | ------------ | ------------ | ----------- | ----------- |  |
|                              | Jacques Toubon sortant     | RPR                     | 13 305       | 34,97        | 19 844      | 48,54       |  |
|                              | Serge Blisko élu           | PS                      | 11 334       | 29,79        | 21 039      | 51,46       |  |
|                              | Xavier Schleiter           | FN                      | 3 375        | 8,87         |             |             |  |
|                              | Daniel Vaubaillon          | PCF                     | 2 414        | 6,35         |             |             |  |
|                              | Françoise Steller          | Les Verts               | 1 817        | 4,78         |             |             |  |
|                              | Monique Leborgne           | LO                      | 1 081        | 2,84         |             |             |  |
|                              | Philippe Cuignache-Gallois | LDI (MPF)               | 785          | 2,06         |             |             |  |
|                              | Franck Laval               | GÉ                      | 719          | 1,89         |             |             |  |
|                              | Nicole Morichaud           | MDC                     | 680          | 1,79         |             |             |  |
|                              | François Doucet            | Divers écologiste       | 449          | 1,18         |             |             |  |
|                              | Isabelle Timsit            | Divers gauche (US4J)    | 387          | 1,02         |             |             |  |
|                              | Béatrice Bloch             | Extrême gauche (SÉGA)   | 382          | 1,00         |             |             |  |
|                              | Jean-François Segard       | Divers écologiste (MÉI) | 333          | 0,88         |             |             |  |
|                              | Margareth Bussinger        | Extrême gauche (LCR)    | 315          | 0,83         |             |             |  |
|                              | Jean-Luc Bianquis          | Divers (MDD)            | 154          | 0,40         |             |             |  |
|                              | Laurence Lenglet           | Divers gauche (IR)      | 152          | 0,40         |             |             |  |
|                              | Didier Lecerf              | Extrême droite          | 109          | 0,29         |             |             |  |
|                              | Gérard Loubier             | Divers                  | 93           | 0,24         |             |             |  |
|                              | Gilles Pasquier            | Divers                  | 49           | 0,13         |             |             |  |
|                              | Antoinette Di Ruzza        | Divers                  | 44           | 0,12         |             |             |  |
|                              | Marie-Luce Iovane-Chesneau | Divers droite (MDR)     | 43           | 0,11         |             |             |  |
|                              | Éric Burnonville           | Divers droite           | 25           | 0,07         |             |             |  |
|                              |                            |                         |              |              |             |             |  |
| Inscrits                     | Inscrits                   | Inscrits                | 59 834       | 100,00       | 59 815      | 100,00      |  |
| Abstentions                  | Abstentions                | Abstentions             | 20 645       | 34,5         | 17 338      | 28,99       |  |
| Votants                      | Votants                    | Votants                 | 39 189       | 65,5         | 42 477      | 71,01       |  |
| Blancs et nuls               | Blancs et nuls             | Blancs et nuls          | 1 144        | 2,92         | 1 594       | 3,75        |  |
| Exprimés                     | Exprimés                   | Exprimés                | 38 045       | 97,08        | 40 883      | 96,25       |  |
| Source : Assemblée nationale |                            |                         |              |              |             |             |  |

La suppléante de Serge Blisko était Chantal Morel, conseiller financier.

### Élections législatives de 2002
| Candidat       | Candidat                   | Parti            | Premier tour | Premier tour | Second tour | Second tour |  |
| Candidat       | Candidat                   | Parti            | Voix         | %            | Voix        | %           |  |
| -------------- | -------------------------- | ---------------- | ------------ | ------------ | ----------- | ----------- |  |
|                | Serge Blisko sortant réélu | PS               | 15 858       | 37,76        | 21 345      | 53,49       |  |
|                | Jacques Toubon             | UMP              | 14 841       | 35,34        | 18 560      | 46,51       |  |
|                | Catherine de Boisbaudry    | FN               | 2 333        | 5,56         |             |             |  |
|                | Fanny Rousseau             | UDF              | 2 179        | 5,19         |             |             |  |
|                | Denis Drouhet              | Les Verts        | 1 984        | 4,72         |             |             |  |
|                | Francis Combrouze          | PCF              | 927          | 2,21         |             |             |  |
|                | Isabelle Bournat           | Pôle républicain | 694          | 1,65         |             |             |  |
|                | Pierrette Chenot           | LCR              | 493          | 1,17         |             |             |  |
|                | Michèle-Laure Rassat       | diss. UMP        | 444          | 1,06         |             |             |  |
|                | Jérôme de Nomazy           | ÉD               | 385          | 0,92         |             |             |  |
|                | Jacques Bodart             | Cap21            | 344          | 0,82         |             |             |  |
|                | Émile Boixière             | RPF              | 299          | 0,71         |             |             |  |
|                | Alain Monniaux             | LO               | 184          | 0,44         |             |             |  |
|                | Yves de Quemper            | MNR              | 182          | 0,43         |             |             |  |
|                | Daniel Gautier             | PT               | 149          | 0,35         |             |             |  |
|                | Marie-Françoise Pirot      | SÉGA             | 138          | 0,33         |             |             |  |
|                | Sylvie Mariage             | ND               | 135          | 0,32         |             |             |  |
|                | Bernard Roux-Zes           | MÉI              | 130          | 0,31         |             |             |  |
|                | Didier Thomas              | GÉ               | 122          | 0,29         |             |             |  |
|                | Roland Nabet               | Divers           | 95           | 0,23         |             |             |  |
|                | Autres candidats           | Divers           | 80           | 0,19         |             |             |  |
|                |                            |                  |              |              |             |             |  |
| Inscrits       | Inscrits                   | Inscrits         | 58 341       | 100,00       | 58 331      | 100,00      |  |
| Abstentions    | Abstentions                | Abstentions      | 15 908       | 27,27        | 17 409      | 29,85       |  |
| Votants        | Votants                    | Votants          | 42 433       | 72,73        | 40 922      | 70,15       |  |
| Blancs et nuls | Blancs et nuls             | Blancs et nuls   | 437          | 1,03         | 1 017       | 2,49        |  |
| Exprimés       | Exprimés                   | Exprimés         | 41 996       | 98,97        | 39 905      | 97,51       |  |

La suppléante de Serge Blisko était Carine Petit, responsable du service jeunesse, adjointe au maire du 14ème arrondissement de Paris.

### Élections législatives de 2007
| Candidat       | Candidat                   | Parti               | Premier tour | Premier tour | Second tour | Second tour |  |
| Candidat       | Candidat                   | Parti               | Voix         | %            | Voix        | %           |  |
| -------------- | -------------------------- | ------------------- | ------------ | ------------ | ----------- | ----------- |  |
|                | Serge Blisko sortant réélu | PS                  | 15 827       | 36,75        | 23 512      | 57,34       |  |
|                | Véronique Vasseur          | UMP                 | 15 491       | 35,97        | 17 490      | 42,66       |  |
|                | Danièle Auffray            | UDF–MoDem           | 5 222        | 12,12        |             |             |  |
|                | Florence Lamblin           | Les Verts           | 2 099        | 4,87         |             |             |  |
|                | Clara Mariette             | PCF                 | 1 241        | 2,88         |             |             |  |
|                | Monique Raison             | FN                  | 940          | 2,18         |             |             |  |
|                | Michel Briganti            | LCR                 | 815          | 1,89         |             |             |  |
|                | Élodie Vieille-Blanchard   | Extrême gauche (GA) | 473          | 1,1          |             |             |  |
|                | Sylvie Simon               | Divers              | 277          | 0,64         |             |             |  |
|                | Alfred Mignot              | DLR                 | 204          | 0,47         |             |             |  |
|                | Maxime Perucca             | MNR                 | 204          | 0,47         |             |             |  |
|                | Alain Monniaux             | LO                  | 183          | 0,42         |             |             |  |
|                | Odile Bonnivard            | BI                  | 86           | 0,2          |             |             |  |
|                | Thérèse Néroud             | Divers              | 7            | 0,02         |             |             |  |
|                |                            |                     |              |              |             |             |  |
| Inscrits       | Inscrits                   | Inscrits            | 65 243       | 100,00       | 65 236      | 100,00      |  |
| Abstentions    | Abstentions                | Abstentions         | 21 818       | 33,44        | 23 453      | 35,95       |  |
| Votants        | Votants                    | Votants             | 43 425       | 66,56        | 41 783      | 64,05       |  |
| Blancs et nuls | Blancs et nuls             | Blancs et nuls      | 356          | 0,82         | 781         | 1,87        |  |
| Exprimés       | Exprimés                   | Exprimés            | 43 069       | 99,18        | 41 002      | 98,13       |  |